# 倪俊明
倪俊明（？—？），字偉士，福建漳州府海澄縣人，南明政治人物。

## 生平
崇禎十二年（1639年）己卯科福建鄉試舉人，十六年（1643年）癸未科進士。隆武年間授兵部員外郎。

## 家族
祖父倪大器，萬曆二十年進士。弟倪中明，崇禎十五年舉人。